# François-Armand Cholet
Pour les articles homonymes, voir Cholet (homonymie).
François-Armand, comte Cholet, né le 8 juillet 1747 à Bordeaux et mort le 4 novembre 1826 à Paris, est un homme politique français des XVIIIe et XIXe siècles.

## Biographie
François-Armand Cholet est le fils de sieur Guy Cholet, ancien consul et président-trésorier du bureau des finances de la ville de Bordeaux, et « de demoiselle Angélique Ribail ».
Procureur du roi à l'amirauté de Guyenne avant la Révolution française, officier municipal de Bordeaux (19 mars 1790), il devient administrateur du département de la Gironde le 16 juillet suivant. Il soutient à ce titre  la révolte dite "fédéraliste" du Département, protestant contre l'arrestation des Girondins à la Convention nationale le 2 juin 1793. Menacé par la répression qui s'abat sur les partisans de la Gironde en l'an II, il fuit Bordeaux et se cache, selon son récit de proscription, dans le Gers. De retour à Bordeaux après Thermidor, il  est élu le 24 vendémiaire an IV, député de ce département au Conseil des Cinq-Cents.

### Conseil des Cinq-Cents
Il s'oppose (16 novembre 1796) au rétablissement de la loterie, défend les « naufragés de Calais » (permettant ainsi de sauver le duc de Choiseul et le marquis de Vibraye qui faisaient partie des condamnés), et fait rapporter la loi du 21 floréal an IV qui a exilé de Paris 198 conventionnels. En juillet 1797, il vote le maintien des ventes des presbytères, mais demande la suspension des ventes non encore effectuées ; le 21 août, il se prononce contre la violation du secret des lettres, et combat la motion d'interdire aux ex-nobles les emplois publics.
Réélu au même Conseil, le 27 germinal an VII, il devient, le 2 fructidor, secrétaire de l'Assemblée, proteste contre la formule de « haine à l'anarchie » contenue dans le nouveau serment imposé à l'armée, de montre favorable au coup d'État du 18 brumaire, et fait partie de la commission intermédiaire  nommée pour réviser la Constitution (19 brumaire an VIII).

### Sénat conservateuretChambre des pairs
Membre du Sénat conservateur, à sa création (4 nivôse an VIII), commandant de la Légion d'honneur (25 prairial an XII), il est créé comte de l'Empire, le 24 avril 1808, vote la déchéance de l'Empereur (avril 1814), et est nommé pair de France par Louis XVIII (4 juin 1814).
Tenu à l'écart pendant les Cent-Jours, il reprend sa place dans la Chambre haute à la seconde Restauration, vote, avec 17 pairs, pour la déportation dans le procès du maréchal Ney (la peine de mort est votée à 139 voix), et siège, jusqu'à sa mort, dans la majorité ministérielle.

## Union et postérité
Cholet épouse, en 1784, Catherine Eléonore (1764-1825), fille de Joseph Caze, professeur de médecine à l'université de Bordeaux, dont il a :
- Laure ( ✝ 30 juillet 1845), marié le 2 février 1808 avec Charles-Victor Prévost d'Arlincourt  (1788-1856), dont postérité ;
- Jeanne (5 octobre 1791 - Talence ✝ 9 avril 1865 - Paris), mariée en 1810 avec Alyre de Bletterie (1770-1832), sous-lieutenant, sous-intendant militaire, dont postérité ;
- Virginie (1795 ✝ 2 janvier 1860 - Paris), mariée le 26 avril 1819 avec Jean-Baptiste Deniset ;
- Jules de Cholet (1798-1884)
- Jeanne Amélie (12 juin 1801 - Paris ✝ 10 mars 1862 - Paris), mariée, le 20 juin 1821 à Paris (Saint-Louis d'Antin), avec Claude Turiaf de La Porte 1790-1869.

## Titres
- Comte Cholet et de l'Empire (lettres patentes du 24 avril 1808, Bayonne[3]) ;
- Confirmé dans le titre de comte héréditaire par lettres patentes du 15 mars 1817[4] ;
- Pair de France[5] :
  - Pair « à vie » par l'ordonnance du 4 juin 1814 ;
  - Titre de comte-pair héréditaire le 31 août 1817, (lettres patentes du 20 décembre 1820)
  - Confirmation de pairie sur institution d'un majorat par nouvelles lettres du 14 avril 1824[4].

## Distinctions
- Commandant de la Légion d'honneur (25 prairial an XII : 14 juin 1804).

## Armoiries
| Figure | Blasonnement |
|        | Armes du comte Cholet et de l'Empire D'or, chargé d'un pin de sinople, terrassé de même ; un lion léopardé de sable brochant sur le pin ; au chef retrait de gueules chargé de trois étoiles d'argent ; franc-quartier de comte-sénateur. - Livrées : les couleurs nuancé de sable, or et gueules. |
|        | Armes du comte Cholet, pair de France D'or au pin de sinople terrassé du même, au lion léopardé de sable brochant, au chef retrait de gueules chargé de trois étoiles d’argent., |